# Naoto Matsumura
Naoto Matsumura (jap. 松村 直人, Matsumura Naoto; * 1959 in Tomioka, Präfektur Fukushima, Japan) ist ein Einwohner Tomiokas, der internationale Bekanntheit erlangte durch sein Engagement für Tiere, die nach der Dreifachkatastrophe von Fukushima in der Sperrzone um das havarierte Atomkraftwerk zurückgelassen wurden.

## Leben

### Vor der Katastrophe
Nach dem Abschluss der Oberschule war Matsumura im Baugewerbe tätig. Unter anderem war er auch an Bauarbeiten im Zusammenhang mit den Kernkraftwerken Fukushima Daiichi und Daini beteiligt. Zur Zeit des wirtschaftlichen Aufschwunges im Japan der 1980er Jahre arbeitete er im Kantō-Gebiet, etwa in Saitama, wo er später seine philippinische Ehefrau kennenlernte. Als sich die Arbeitsmarktsituation durch das Platzen der sogenannten Wirtschaftsblase (baburu) verschlechterte, kehrte er mit seiner Ehefrau und den zwei gemeinsamen Söhnen zurück in seine Heimatstadt Tomioka, wo er eine eigene Baufirma gründete. Seit der Trennung von seiner Ehefrau lebte er allein mit seinen Eltern in Tomioka. Seine erwachsenen Kinder leben in Saitama.

### Nach der Katastrophe
Das Atomkraftwerk Fukushima Daiichi liegt etwa 12 Kilometer von Matsumuras Anwesen in Tomioka entfernt. In Interviews beschreibt er, wie er und seine Familie nach dem Tōhoku-Erdbeben am 11. März 2011 Explosionen im Kernkraftwerk hörten und daraufhin aus der Region flohen. Sie versuchten, bei seiner Tante in der etwas entfernter gelegenen Stadt Iwaki Zuflucht zu finden, wurden jedoch aus Angst vor Strahlung, die von ihnen ausgehen könnte, abgewiesen. Laut Matsumura konnten sie auch in einer Notunterkunft in der Nähe wegen Überfüllung nicht mehr aufgenommen werden und so kehrten sie nach Tomioka zurück. Matsumuras Geschwister überzeugten seine Eltern davon, die Stadt wieder zu verlassen, Matsumura jedoch blieb zurück, um für die von den Evakuierten und Geflüchteten zurückgelassenen Tiere zu sorgen. Wie er in mehreren Interviews erklärt, war ein ausschlaggebendes Ereignis für ihn, bei einer Wanderung durch die verlassene Stadt in dem Stall eines Nachbarn ein Kalb zu beobachten, das von seiner hungernden Mutter verstoßen wurde. Mit dem 22. April 2011 wurde die Region 20 km um das havarierte Atomkraftwerk zur Sperrzone (keikai kuiki) erklärt und somit der Zutritt zur Stadt für Privatpersonen untersagt.  Matsumura blieb dennoch in Tomioka. Geduldet von den Behörden, lebte er dort fortan ohne Strom und fließendes Wasser. Seitdem kümmert sich Matsumura um zahlreiche Hunde, Katzen, Wildschweine, Strauße und etwa 60 Rinder, die ehemals Nachbarn gehörten. Da ihm Ärzte sagten, mit gesundheitlichen Schäden müsse erst in etwa 30 Jahren gerechnet werden, fürchtet er die radioaktive Strahlung eigenen Aussagen zufolge wenig.  Matsumura erhielt Unterstützung von einigen Tierschutzorganisationen wie Live Investigation Agency (LIA) und UKC Japan und gründete eine eigene Organisation namens „Fukushima kämpft sich durch“ (頑張る福島, Ganbaru Fukushima).  Im März 2013 wurde die Sperrzone aufgehoben und Tomioka nach Stärke der Strahlung in drei Zonen mit unterschiedlicher Zugangsbeschränkung aufgeteilt. Die Stadt wird voraussichtlich frühestens 2017 wieder bewohnbar sein. Matsumuras persönlicher Blog ist seit März 2013 inaktiv. Seine anhaltende Arbeit für die Tiere wird auf dem Blog tokigootokiboo festgehalten, der von einem in seiner Initiative engagierten Freund Matsumuras geführt wird. Auf einer Konferenz über die Risiken der Atomkraft traf er seine zweite Ehefrau, die mit ihrem gemeinsamen Sohn außerhalb der Sperrzone, 300 km von Matsumura entfernt, lebt.

## Hintergründe
Matsumura gibt als einen der Gründe für sein Bleiben in der Sperrzone großes Mitgefühl mit den Tieren an.  Seit seiner Kindheit habe er Hunde, Katzen und Rinder gemocht.  Er solidarisiert sich mit den Tieren, da sie wie er von seinem „Land im Stich gelassen wurden“ (kuni ni suterareta). Er will die Tiere auch am Leben halten, damit sie als Mahnmal für die von verschiedenen Seiten beklagten Lügen der Regierung und des Stromversorgers TEPCO bezüglich der Harmlosigkeit der Atomkraftwerke dienen können. Seiner Ansicht nach habe TEPCO seine Mitarbeiter einer Gehirnwäsche unterzogen. Matsumura ist Gegner der Atomkraft. Im April 2011 reiste er zur Hauptzentrale von TEPCO in Tokio und sprach dort einige Mitarbeiter an, um sie für den entstandenen Schaden zur Rechenschaft zu ziehen.  Er begleitete im Juni 2014 den Bauern Masami Yoshizawa (* 1954, siehe unten), bei einer Protestaktion in Tokio. Sie brachten eine Kuh, die möglicherweise durch Radioaktivität verursachte weiße Flecken aufwies, in das Stadtzentrum.
Matsumura sprach sich gegen die massenhafte Tötung der verbliebenen Nutztiere aus, die allen Bauern aus Fukushima im Mai 2011 von der Regierung angeboten wurde. Die Regierung solle keine Steuergelder für den Tod, sondern für das Leben (inochi) ausgeben. Der Tötung von Tieren für den Fleischgewinn im Allgemeinen widerspreche er zwar nicht, jedoch sei er gegen das „nutzlose Töten“ (mueki no sesshō) der kontaminierten Rinder, deren Fleisch nicht mehr verkauft werden kann.

## Rezeption
Matsumuras Fall erregte außerhalb Japans große Aufmerksamkeit. Zahlreiche Massenmedien berichteten über ihn. Daraufhin wurden auch die Facebook-Seite Guardian of Fukushima’s Animals sowie ein Blog (aktiv bis 2012) eingerichtet. Mithilfe dieser Social-Media-Kanäle sollten Spenden gesammelt werden. Im Jahr 2013 entstand in französischer Sprache ein Fotoband des Journalisten Antonio Pagnotta über Matsumuras Leben mit den Tieren. Im März 2014 reiste er nach Frankreich, Deutschland und in die Schweiz, wo er über seine Erfahrungen berichtete und sich als Atomkraftgegner positionierte.
In Japan wurde ihm Aufmerksamkeit zunächst durch die First Lady Akie Abe zuteil, die ihn 2013 besuchte. Die Filmemacherin Mayu Nakamura (中村 真夕; * 1973) startete einen Crowdfunding-Aufruf zur Realisierung einer Dokumentation über Matsumura, die 2015 fertiggestellt wurde. Nach ihrer Aussage berichteten japanische Medien nur oberflächlich über ihn und würdigten ihn nicht wie die meisten ausländischen Berichterstatter. Dennoch wurde seine Geschichte auch in Japan aufgegriffen. Ein japanischer Fotoband erschien 2015 bei Kadokawa. Im Mai 2015 diskutierte er mit dem ehemaligen Ministerpräsidenten Naoto Kan über die Zukunft der Atomkraft in Japan.

## Weitere Tierhelfer in Fukushima
Neben Naoto Matsumura wurden besonders Keigo Sakamoto (* 1955) und Masami Yoshizawa bekannt, die ebenfalls dauerhaft in der Sperrzone lebten, um die Tiere zu versorgen. Keigo Sakamoto füttert über 500 Tiere auf seinem Anwesen mit Futterspenden von Supermärkten.  Der politisch aktive Bauer Masami Yoshizawa versorgt zur Fleischversorgung gezüchtete Rinder auf der „Farm der Hoffnung“ (Kibō no bokujō). Er vertritt eine eher pragmatische Tierethik, da er seine Entscheidung nicht nur mit tierethischen Erwägungen, sondern in erster Linie mit politischen Überzeugungen begründet. Er möchte die verstrahlten Tiere als lebendigen Beweis für die Auswirkungen der Katastrophe und die Beschönigung der Situation durch die Regierung am Leben halten. Er fordert Entschädigung von TEPCO und dem Staat und protestiert regelmäßig gegen Atomkraft. Etwa 100 weitere Bauern lehnten das Angebot der Regierung, ihre verbliebenen Rinder einzuschläfern, ab.
Mönch und Autor Gen’yū Sōkyū, der etwa 40 km vom Kraftwerk Daiichi entfernt lebt, kritisierte in seinem Essayband „In Fukushima leben“ (Fukushima ni ikiru) ebenfalls das Vorgehen der Regierung, die das Leben der Tiere missachte, und schlug eine Umsiedlung der überlebenden kontaminierten Tiere vor. Sōkyū nimmt dies auch zum Anlass, den Umgang von Menschen mit Tieren generell in Frage zu stellen. Obige Entwicklungen sind besonders unter dem Gesichtspunkt bemerkenswert, als dass dem Wohlergehen der sogenannten Nutztiere im japanischen Tierschutz für gewöhnlich nur wenig Aufmerksamkeit zuteilwird.

## Dokumentationen
- (2013) Zone. Sonzai shinakatta inochi. The life that did not exist. (Regie: Naotoshi Kitada).
- (2015) Naoto hitorikkiri. Alone in Fukushima. (Regie: Mayu Nakamura).